# Hyparrhenia pilgeriana
Hyparrhenia pilgeriana är en gräsart som beskrevs av Charles Edward Hubbard. Hyparrhenia pilgeriana ingår i släktet Hyparrhenia och familjen gräs. Inga underarter finns listade i Catalogue of Life.